# Metropolia Canterbury
Metropolia Canterbury (zwana też prowincją Canterbury lub prowincją południową) – jedna z dwóch metropolii Kościoła Anglii. Obejmuje 30 diecezji, położonych w środkowej i południowej Anglii. W jej skład wchodzą też struktury anglikańskie w kontynentalnej Europie.  Najważniejszą świątynią metropolii jest katedra w Canterbury. 
Na czele metropolii stoi arcybiskup Canterbury (od 2013 Justin Welby), będący też duchowym zwierzchnikiem całego Kościoła Anglii. 